# 볶음

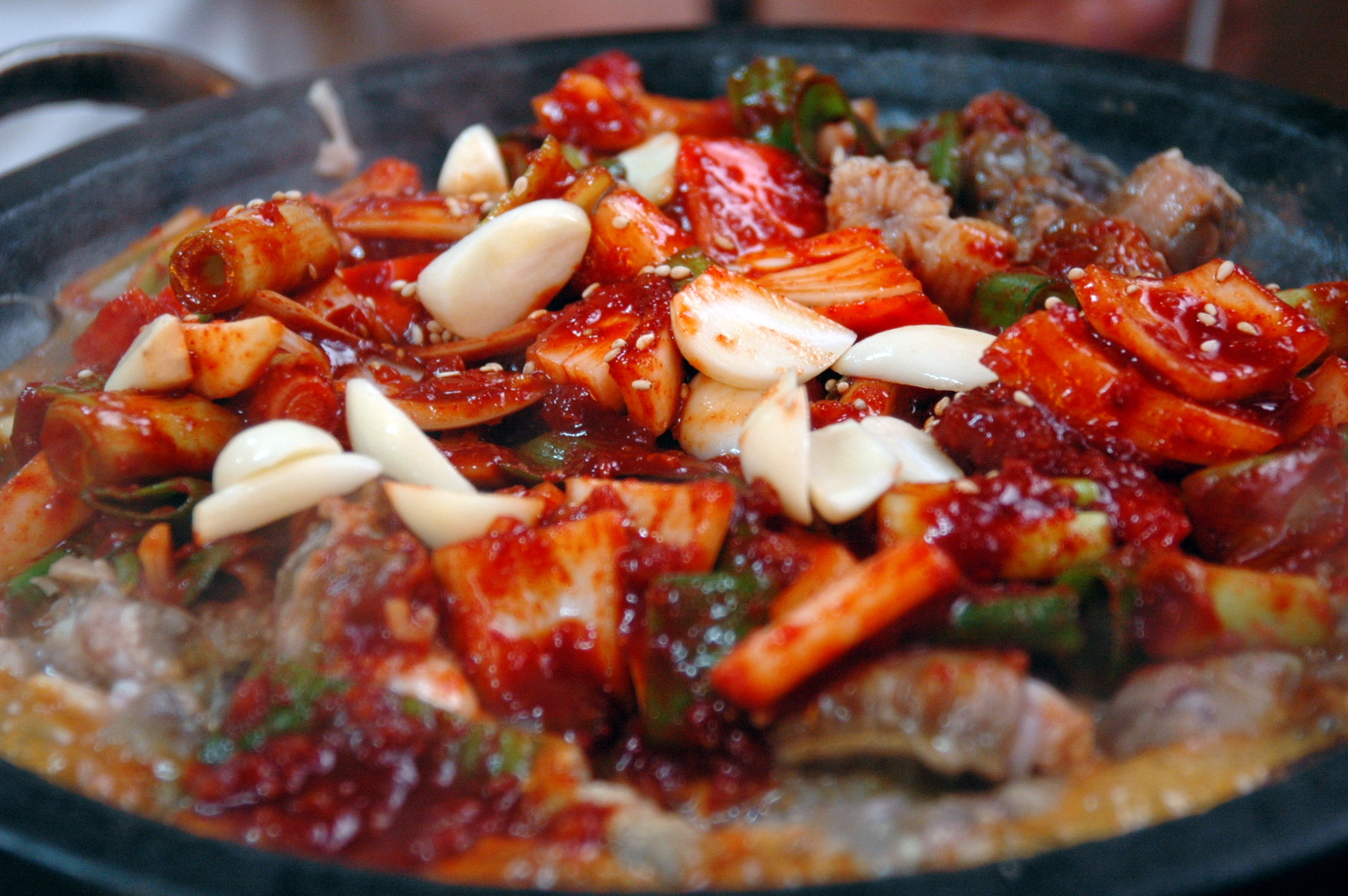
꼼장어 볶음

볶음은 한국 요리 중 재료를 양념과 함께 뜨거운 불에 볶는 조리법이다. 볶음 요리는 주로 반찬이나 안주 용도로 쓰인다. 재료를 건조한 상태에서 볶는 것을 건열 볶음이라고 하고 조리가 끝난 후에도 양념이 자작하게 남아 있는 상태가 되도록 볶는 것을 습열 볶음이라고 한다.

## 볶는 방식에 따른 분류

### 건열 볶음
- 명태 볶음
- 자반 볶음
- 고추장 볶음
- 멸치 볶음
- 새우 볶음
- 조갯살 볶음
- 오징어채 볶음
- 쥐치채 볶음

### 습열 볶음
- 가리비 볶음
- 간 볶음
- 낙지 볶음
- 오징어 볶음
- 송이 볶음
- 우엉 볶음
- 제육 볶음
- 닭갈비

대체로 이와 같지만, 볶음 요리의 재료 중에는 건열 볶음과 습열 볶음 방식이 둘 다 쓰이는 것들도 있다.

## 사진

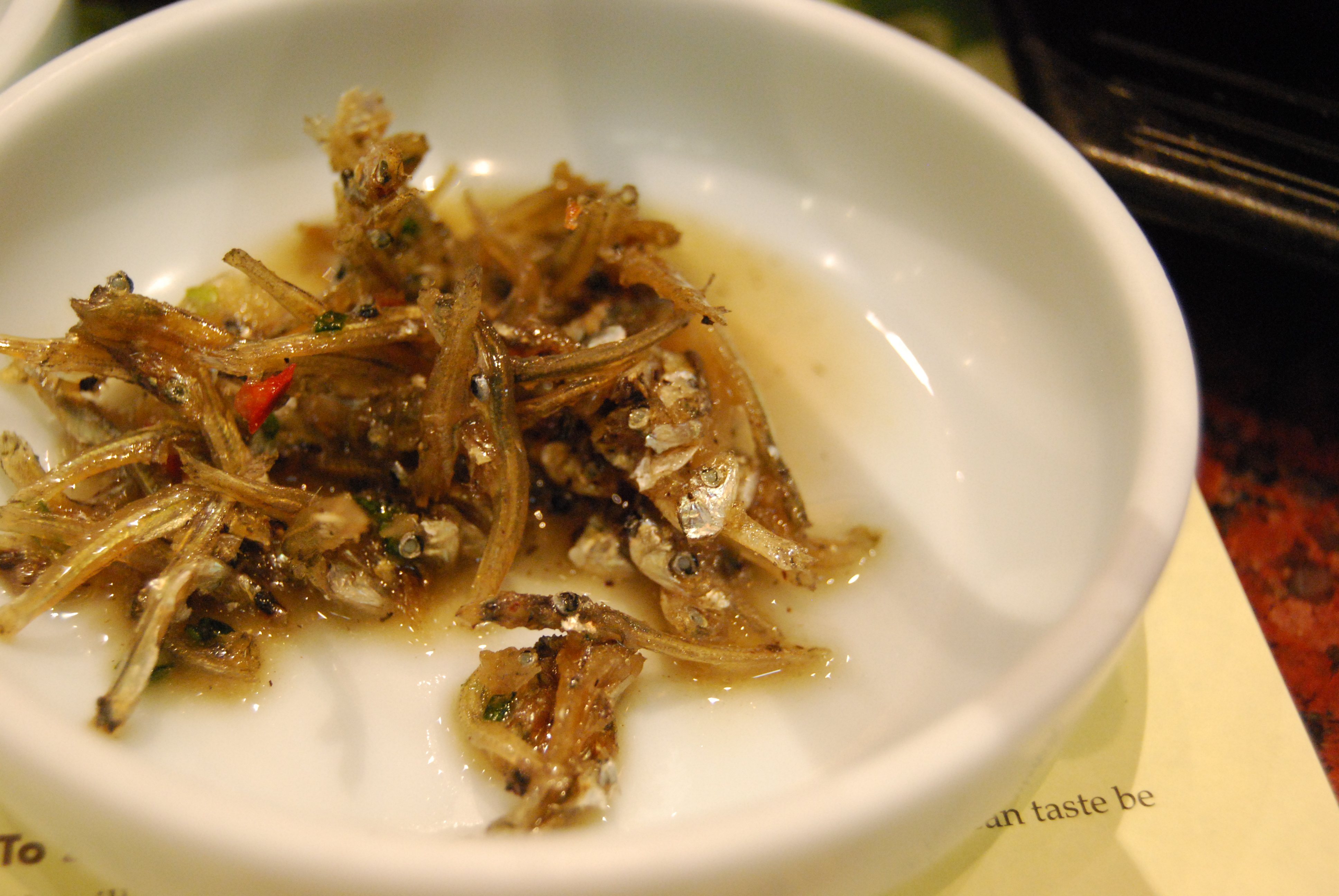
멸치 볶음
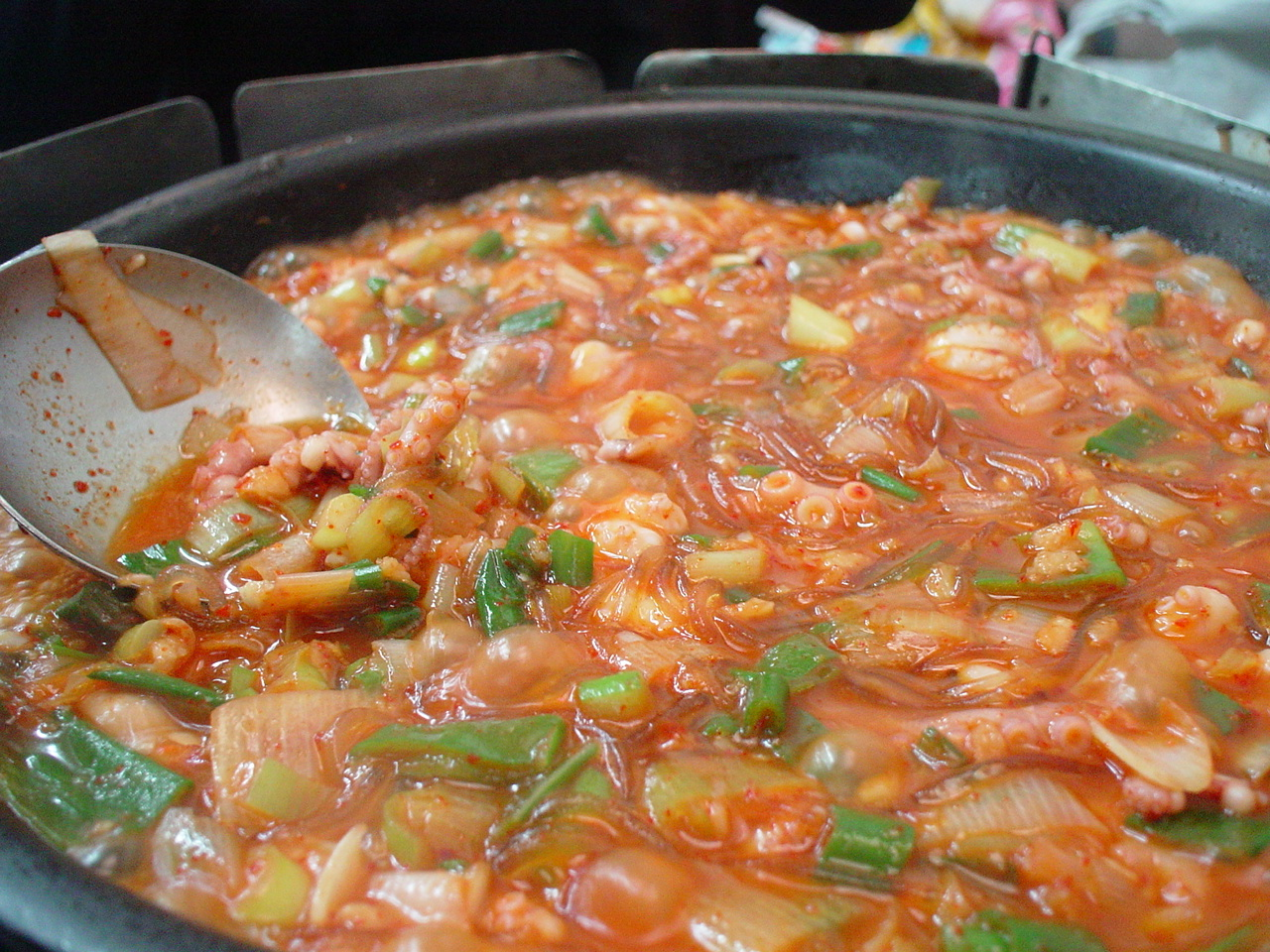
낙지 볶음
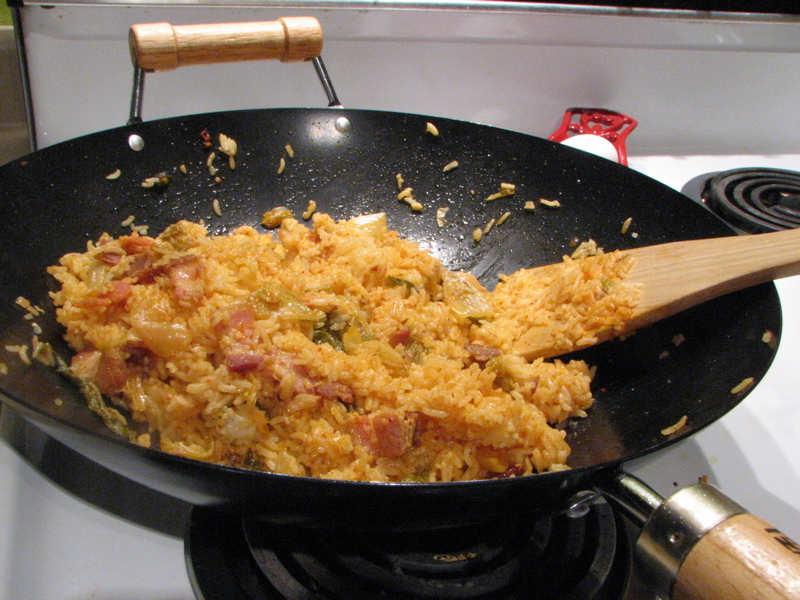
김치 볶음밥
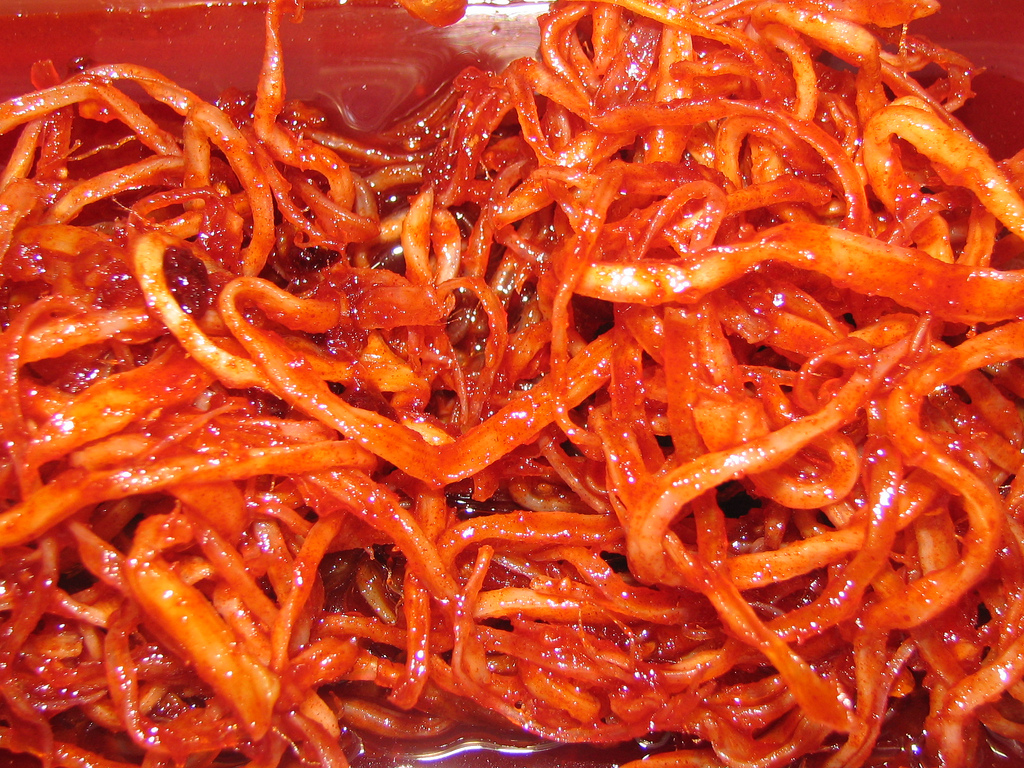
오징어채 볶음

## 같이 보기
- 전골
- 조림
- 반찬
- 한국 요리